# Wapen van Grubbenvorst

Het wapen van Grubbenvorst

Het wapen van Grubbenvorst werd op 3 september 1931 per Koninklijk Besluit aan de Nederlands Limburgse gemeente Grubbenvorst verleend. De gemeente gebruikte het wapen tot 2001, op 1 januari dat jaar ging Grubbenvorst op in de gemeente Horst aan de Maas. Horst aan de Maas gebruikt een wapen gebaseerd op dat van Horst, zonder elementen uit wapens van andere voormalige gemeenten die in Horst aan de Maas zijn opgegaan.

## Blazoenering
De blazoenering van het wapen luidt als volgt:
Gedeeld; I in azuur een verhoogde dwarsbalk van goud, vergezeld van een zespuntige ster van hetzelfde in den rechterbovenhoek; II in keel een schuinslinks gestelde baars van zilver, vergezeld van boven van een kruis van goud. Achter het schild staande en met den linker-onderarm daarop steunende de figuur van den H. Joannes den Dooper, gekleed van kemelshaar en met een lederen gordel om de lendenen, alles van natuurlijke kleur, dragende op den rechterarm een zilveren lam, en houdende in de linkerhand een houten kruisstaf van natuurlijke kleur, waaraan onder het kruis een wimpel van zilver is bevestigd.
Het wapen is in tweeën gedeeld; het eerste is in de rijkskleuren: een blauw veld met gouden wapenstukken. De wapenstukken zijn een dwarsbalk bovenin met daarboven een gouden ster met zes punten. Het tweede deel is rood van kleur met daarop een zilveren baars. Deze baars staat op de staart en kijkt naar heraldisch linksboven (voor de kijker rechtsboven). Boven de baars een gouden kruis. Achter het schild, als schildhouder staat Johannes de Doper. Sint Johannes heeft op zijn rechterarm een zilveren lam en houdt in zijn linkerhand een kruisstaf met zilveren wimpel. Sint Johannes is geheel van natuurlijke kleur; zijn gezicht, handen en voeten zijn dus van vleeskleur en hij draagt bruinkleurige kleding.

## Herkomst
Het wapen is afgeleid van twee familiewapens: dat van Van Millen (of De Milne) en van Van Baersdonck. Het geslacht Van Millen was kasteelheer van Grubbenvorst. Van Baersdonck was in het bezit van Kasteel Baersdonck. De heerlijkheid Grubbenvorst was in de 14e eeuw verdeeld over de twee geslachten. Dit komt mede doordat Vorst aan Van Baersdonck werd beleend. Deze deling duurde tot 1755 toen de heer van Grubben, de markies van Hoensbroeck, Vorst wist over te kopen.
Van de schepenbank is één zegel bekend, waarop het latere gemeentewapen afgebeeld staat. Het zegel vertoont niet de Johannes. Johannes is de parochieheilige en werd daarom in 1931 aan het gemeentewapen toegevoegd.